# مصطفی کواکبیان
مصطفی کواکبیان (زادهٔ ۲۷ اسفند ۱۳۴۱ در سمنان) سیاستمدار اصلاح‌طلب ایرانی است که به‌عنوان نمایندهٔ تهران، ری، شمیرانات، اسلامشهر و پردیس در دوره دهم و در دوره هشتم به‌عنوان نمایندهٔ سمنان، مهدی‌شهر و سرخه در مجلس شورای اسلامی فعالیت می‌کرد.
وی دانش‌آموختهٔ کارشناسی و کارشناسی‌ارشد علوم سیاسی از دانشگاه امام صادق و دکترای علوم سیاسی از دانشگاه تربیت مدرس و مدرس دانشگاه علامه طباطبایی است.
او دبیرکل حزب مردم سالاری و رئیس ائتلاف مردمی اصلاحات و عضو فراکسیون خط امام مجلس هشتم بود. او پیش از این نائب‌رئیس شورای حزب همبستگی بوده است. کواکبیان در جریان انتخابات دهمین دوره ریاست‌جمهوری از حامیان میرحسین موسوی بود و در همین راستا ریاست ائتلاف مردمی حامیان میرحسین موسوی را به عهده گرفت.
وی در سال ۱۳۶۳ از سوی دفتر مرکزی حزب جمهوری اسلامی به کشورهای ایتالیا، لهستان، سوریه و لیبی اعزام شد.

## زندگی‌نامه
مصطفی کواکبیان در سال ۱۳۴۱ در محله جهادیه سمنان زاده شد. او تحصیلات خود را تا پایان دوره متوسطه در سمنان گذراند. پس از آن در سال ۱۳۶۱ وارد دانشگاه امام صادق شد و افزون بر تحصیل دروس حوزوی تا پایان دوره سطح، مدرک لیسانس و فوق‌لیسانس خود را در رشته علوم سیاسی از این دانشگاه دریافت کرد. او در سال ۱۳۷۶ مدرک دکترای علوم سیاسی را از دانشگاه تربیت مدرس دریافت کرد. وی در اوایل پیروزی انقلاب، به صورت خودجوش گروهی را برای تحقق دیدگاه‌های آیت‌الله خمینی به نام «الخمینیون» تشکیل داد.

## فعالیت‌های سیاسی

### انتخابات ریاست‌جمهوری ۱۳۸۴
کواکبیان برای نامزدی انتخابات ریاست‌جمهوری ۱۳۸۴ با شعار تعمیق مردم‌سالاری با دولت خدمت ثبت‌نام کرد. وی همچنین ضمن انتقاد از عملکرد ریاست‌جمهوری سید محمد خاتمی گفت: «در دوره خاتمی دولت‌سالاری به‌وجود آمد نه مردم‌سالاری».

### انتخابات ریاست‌جمهوری ۱۳۹۲
مصطفی کواکبیان در نشستی خبری در جمع خبرنگاران داخلی و خارجی ضمن اعلام رسمی حضورش به عنوان نامزد رسمی حزب مردم‌سالاری در انتخابات ریاست‌جمهوری ۱۳۹۲ با شعار «دولت اخلاق» با بیان این که خواهان مشارکت حداکثری همه مردم و دلسوزان است تصریح کرد: ما برای حضور در انتخابات هیچ شرطی غیر از اجرای دقیق قانون انتخابات نداریم. کواکبیان که بر پایه اعلام حزب مردم‌سالاری، پس از تکلیف حزب، نامزد انتخابات ریاست‌جمهوری یازدهم شده بود، از سوی شورای نگهبان رد صلاحیت شد.

### اعلام حمایت از حسن روحانی
پس از اعلام حمایت رسمی حزب مردم‌سالاری از نامزدی حسن روحانی، کاندیدای میانه‌روی مورد پشتیبانی اصلاح‌طلبان، کواکبیان در روزهای تبلیغات، در شهرهای سمنان و فیروزکوه حضور یافت و طی سخنرانی میان حامیان، حمایت خود را از حسن روحانی اعلام کرد.

### انتخابات ریاست‌جمهوری ۱۳۹۶

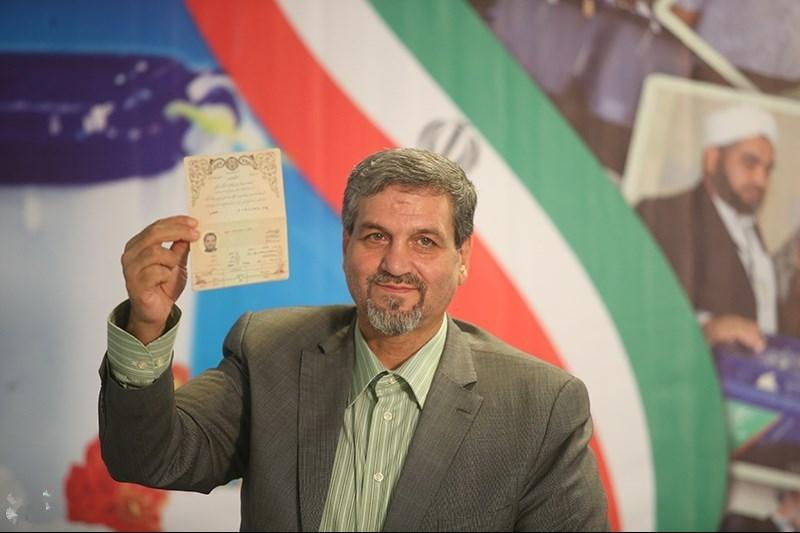
کواکبیان پس از ثبت نام در وزارت کشور

مصطفی کواکبیان در روز ۲۵ فروردین ۱۳۹۶ با حضور در وزارت کشور برای انتخابات ریاست‌جمهوری ثبت‌نام کرد و اعلام نمود کاندیدای پوششی (ضربه‌گیر) نبوده و تا آخر انتخابات حضور خواهد یافت اما وی برای دومین بار پیاپی از طرف شورای نگهبان رد صلاحیت گردید.

### انتخابات ریاست‌جمهوری ۱۴۰۰
کواکبیان با رأی اعضای مجمع عمومی کنگره نوزدهم حزب مردم‌سالاری به عنوان نامزد اختصاصی این حزب برخلاف دوره‌های قبل که به صورت شخصی اعلام کاندیداتوری می‌کرد، در انتخابات ریاست‌جمهوری سال ۱۴۰۰ انتخاب شد که در نهایت برای سومین بار پیاپی توسط شورای نگهبان رد صلاحیت شد.

### انتخابات زودتر از موعد ریاست‌جمهوری ۱۴۰۳
وی در انتخابات ریاست‌جمهوری سال ۱۴۰۳ ثبت‌نام کرد که با توجه به سوابق قبلی برای چهارمین بار پیاپی توسط شورای نگهبان رد صلاحیت شد.

## فعالیت مطبوعاتی
کواکبیان مدیر مسئول روزنامه مردم‌سالاری و صاحب امتیاز و مدیرمسئول روزنامهٔ محلی پیام استان سمنان است. وی از ابتدای فعالیت خود در خانه مطبوعات استان سمنان رئیس شورای مرکزی خانه مطبوعات استان سمنان بوده است. او همچنین پیش از این سردبیری هفته‌نامه همبستگی (ارگان حزب همبستگی ایران) و مدیر مسئولی نشریه نماد (ارگان دانشگاه شاهد) را برعهده داشته است.

## نمایندگی مجلس

### دورهٔ هشتم
کواکبیان در دوره دوره هشتم مجلس شورای اسلامی به‌عنوان نمایندهٔ حوزه انتخابیه سمنان، مهدی‌شهر حضور داشت.

### دورهٔ دهم
در دهمین دوره انتخابات مجلس شورای اسلامی، مصطفی کواکبیان در لیست ۳۰ نفرهٔ ائتلاف فراگیر اصلاح طلبان: گام دوم از حوزه انتخابیه تهران، ری، شمیرانات، اسلامشهر و پردیس حضور داشت و توانست با کسب ۱٬۲۶۰٬۱۷۴ رأی، در رتبهٔ نهم، وارد مجلس شورای اسلامی شود.

## مناظره جنجالی
وی در ۲۲ دی ۱۳۸۸ در شبکهٔ ۳ یک مناظره جنجالی را مقابل حسین شریعتمداری (مدیر روزنامهٔ کیهان) انجام داد.

## تألیفات
- مبانی دموکراسی در نظام ولایت فقیه (سازمان تبلیغات ۱۳۶۹)
- مبانی مشروعیت درنظام ولایت فقیه (مؤسسه نشر آثار امام ۱۳۷۸)
- هفت قطره (انتشارات پازینه ۱۳۸۱)[۳]
- گفتمان آزادی و مردم‌سالاری در قوانین انتخاباتی از آغاز تاکنون (پازینه ۱۳۸۳)[۲۸]
- موانع مردم‌سالاری در ایران (پازینه ۱۳۸۶)[۲۹]
- توضیح تالیفات

## دیدگاه‌ها
- «ایجاد توانمندی بدون دیپلماسی مناسب نمی‌تواند مؤثر واقع شود لذا باید دیپلماسی به کمک توان مندی نظامی بتواند قرار گیرد و در واقع باید گفت این دو در کنار هم لازم و ملزم یکدیگر هستند.[۳۰]»
- «اگر می‌خواهیم منافع ملی ما حفظ شود راهش جنگ‌طلبی و درگیری نظامی نیست بلکه بهترین راه دیپلماسی است و البته مهم‌ترین ابزار دیپلماسی نیز مذاکره است که به همراه آن تیم مذاکره‌کننده نیز مهم است.[۳۱]»
- «در چهار ساله آینده باید سیاست منطقه‌ای ما برجسته باشد و باید از قطر، عمانی جدید بسازیم. ما باید دیپلماسی پنهان و یک دیپلماسی آشکار داشته باشیم.[۳۲]»
- وی با حضور در برنامه جهان، در راستای سیاست فاصله‌گیری اصلاحات از دولت حسن روحانی و آسیب‌های فراوانی که به کشور وارد کردند، گفت: «این دولت، دولت اصلاح طلبان نبود[۳۳] … کسی نامزد اصلاح طلبان در انتخابات ریاست جمهوری خواهد بود که بعداً نگوید اصلاح طلب نیستم.[۳۴]»